# Беседин, Василий Степанович
Василий Степанович Беседин (1918—1989) — советский работник сельского хозяйства, Герой Социалистического Труда.

## Биография
Родился 22 октября 1918 года в селе Воронцово-Николаевское Медвеженского уезда Ставропольской губернии, ныне город Сальск Ростовской области, в крестьянской семье.
Учился в начальной школе Сальска.
В 1935 году по направлению колхоза «Вольный труд» пошёл учиться на курсы трактористов и комбайнёров, которые успешно окончил. Был руководителем комсомольско-молодёжной бригады Сальской МТС. В 1940 году за высокие показатели в труде первым в Сальском районе был послан в Москву на Всесоюзную сельскохозяйственную выставку.
В годы Великой Отечественной войны вместе с Сальской МТС был в эвакуации в Азербайджане.
После войны, после перехода техники Сальской МТС колхозу имени Орджоникидзе, возглавил колхозную бригаду. Проводил работу по эффективному использованию земли, повышению качества сельхозработ с уменьшением ручного труда. В 1964 году его бригаде было присвоено звание коллектива коммунистического труда, а в 1973 году за высокий урожай Беседин был награждён вторым орденом Ленина.
Занимался общественной деятельностью. Был делегатом XIII съезда Профсоюзов СССР, избирался депутатом сельсовета, Сальского районного и Ростовского областного советов народных депутатов, был членом парткома и правления колхоза.
Умер 20 октября 1989 года, похоронен в Сальске.

## Награды
- Указом Президиума Верховного Совета СССР от 9 января 1957 года — за получение высокого урожая зерновых и внедрение прогрессивного способа раздельной уборки хлебов, Василию Беседину было присвоено звание Героя Социалистического Труда с вручением ордена Ленина и золотой медали «Серп и Молот».
- В январе 1977 года на первом областном съезде кадров среднего звена Ростовской области Беседин в числе первых получил нагрудный знак «Лучший организатор сельскохозяйственного производства Дона».[2]
- Его имя было занесено на областную Доску почёта.